# Antal Dovcsák
Antal Dovcsák (Budapest, 11 marzo 1879 – Vienna, 1962) è stato un politico ungherese che ricoprì la carica di vice primo ministro della Repubblica Sovietica Ungherese  nel luglio 1919.